# Hansi Führer

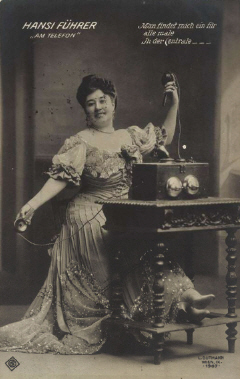
Hansi Führer: Am Telefon. Postkarte von 1907

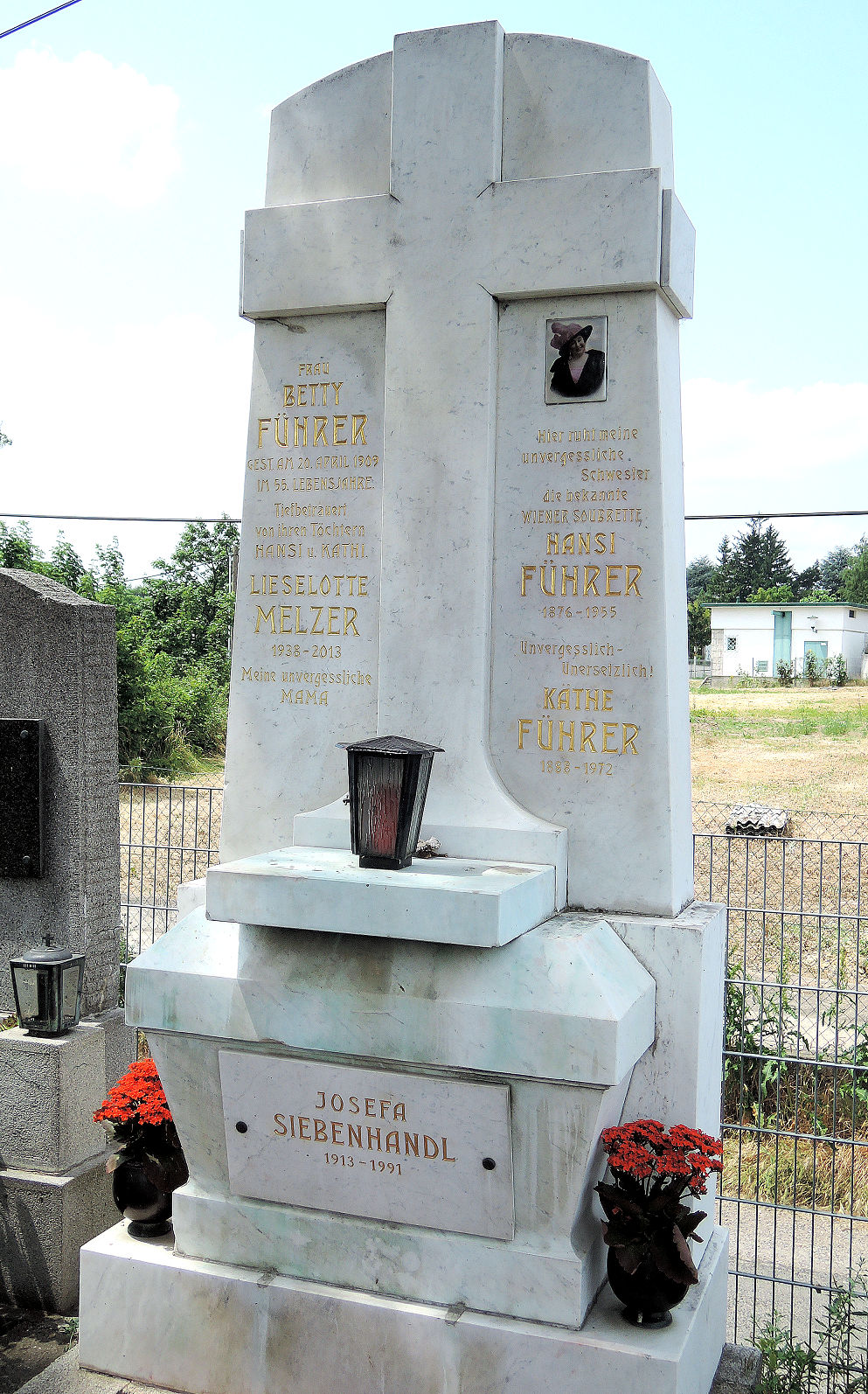
Hansi Führers Grab auf dem Gersthofer Friedhof

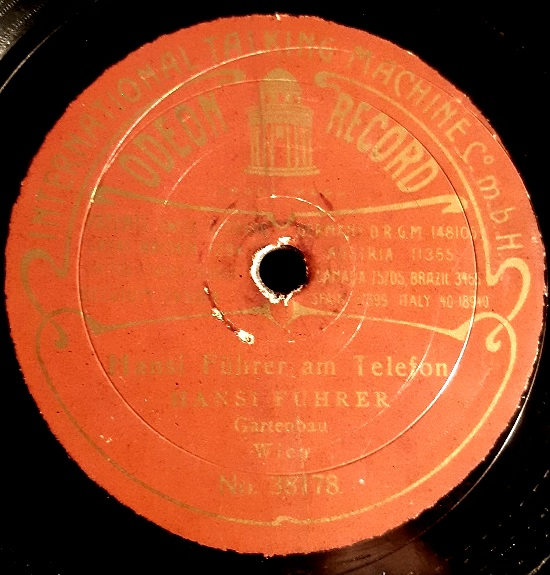
Schallplatte von Hansi Führer (Wien 1905)

Johanna „Hansi“ Führer (* 12. Jänner 1876 in Wien, Kaiserreich Österreich-Ungarn; † 1. April 1955 ebenda, Republik Österreich) war eine österreichische Volkssängerin (Soubrette) und Schauspielerin.

## Leben
Hansi Führer trat in ihrer Geburtsstadt Wien in jungen Jahren zunächst in der Restauration „Zur Hühnersteige“ auf. Sie wurde dann an Danzers Orpheum engagiert. Sie spielte anschließend in Gabor Steiners Vergnügungsetablissement „Venedig in Wien“, dessen Operettensoubrette sie vier Jahre lang blieb, und im Ronacher. Anschließend machte sie sich im künstlerischen Bereich selbständig und leitete als Unternehmerin in den Jahren 1908–1910 drei Spielzeiten ihr eigenes Etablissement, den „Bradyschen Wintergarten“, in der Ballgasse (Wien, I. Bezirk); ab 1. Oktober 1910 spielte sie in der Eröffnungsvorstellung des Kabaretts „Himmel“. Im Juni 1913 trat sie im „Varietétheater Reklame“ in Wien auf. Sie unternahm auch eine Deutschland-Tournee.
Führer war in jenen Jahren mit dem Kapellmeister Fritz Zeillinger liiert. In der Wiener Kleinkunst- und Kabarettbühne „Orpheum“ lernte sie den Kunstpfeifer Fred Kornau (eigentl. Siegfried Kohn) kennen, den sie ehelichte. Mit ihm ging sie auf Tournee durch Nordamerika, Kuba und Mexiko. Von 1914 bis 1921 lebte sie gemeinsam mit ihrem Mann in den USA. In New York gründete sie das Etablissement „Weißes Rössel“, wo sie deutsch-amerikanische Kabarettprogramme zur Aufführung brachte.
1921 kehrte sie nach Wien zurück und gehörte bis 1929 dem „Ensemble Ullmann“ an.  Anschließend spielte sie in Deutschland in Zirkussen, in Varietés und auf Operettenbühnen. Sie gastierte im Circus Hagenbeck, wo sie in einem Käfig gemeinsam mit 50 Bären auftrat. In den 1930er Jahren unternahm sie erneut Tourneen durch Kuba und die Vereinigten Staaten. 1938 verabschiedete sie sich in „Stalehners Etablissement“ („Stalehner“) von der Bühne.
Führer, die den Typus der „reschen, harben Wienerin“ verkörperte, hatte ihre Glanzzeit in den Jahren vor dem Ersten Weltkrieg. Sie galt als „Aufmischerin“ der noblen Wiener Gesellschaft und des Hochadels. In den Jahren 1904 bis 1908 entstanden bei den Schallplattenfirmen Odeon, Columbia und Favorite zahlreiche Tonaufnahmen mit Hansi Führer. Ihre Chansons, Lieder und Couplets, darunter das erfolgreiche Hansi Führer am Telefon, galten als „papriziert“ und „gewagt“. In dem österreichischen Stummfilm Lerchenfelder Sonntagskinder (1925) spielte sie an der Seite von Robert Rainer und Leo Wintermayer; es blieb ihr einziger Filmauftritt.
Führer starb im April 1955 in ihrer Geburtsstadt Wien. Nach dem Verlust ihres Vermögens lebte sie weitgehend verarmt. Sie wurde auf dem Gersthofer Friedhof beigesetzt. In dem österreichischen Nachkriegsfilm Die Deutschmeister (1955) wurde sie von der österreichischen Schauspielerin und Sängerin Gretl Schörg verkörpert.